# Yume Miru Fifteen
Singles de S/mileage
Otona ni Narutte Muzukashii!!!
(2010) Gambara Nakute mo ee Nende!!
(2010)
Singles par Lilpri
Little Princess Pri!
(2010)
Yume Miru Fifteen ou Yumemiru Fifteen (夢見る 15歳, Yume Miru Jūgo Sai, à prononcer officiellement « (...) Fifteen ») est le premier single "major" (mais 5e single au total) du groupe de J-pop S/mileage.

## Présentation
Le single, écrit (sauf les paroles de la "face B"), composé et produit par Tsunku, sort le 26 mai 2010 au Japon sur le label hachama, deux mois seulement après le précédent single du groupe, Otona ni Narutte Muzukashii!!!, sorti en "indie" (distribution limitée) comme les trois qui l'ont précédé. Il atteint la 5e place du classement des ventes de l'oricon, et reste classé pendant quatre semaines. Il sort aussi en deux éditions limitées notées "A" et "B" avec des pochettes différentes et contenant chacune un DVD différent en supplément. Le single sort aussi au format "Single V" (vidéo DVD contenant le clip vidéo) une semaine plus tard, le 2 juin 2010, ainsi que dans une édition limitée "Event V" (DVD) vendue uniquement lors de prestations du groupe.
La chanson-titre figurera en fin d'année sur le premier album du groupe, Warugaki 1, ainsi que sur la compilation du Hello! Project Petit Best 11. La chanson en "face B", Thank You! Crème Brûlée no Yūjō, figurera sur la compilation de 2015 S/mileage / Angerme Selection Album "Taiki Bansei".

## Formation
Membres du groupe créditées sur le single :
- Ayaka Wada
- Yūka Maeda
- Kanon Fukuda
- Saki Ogawa

## Liste des titres
Single CD
1. Yume Miru Fifteen (夢見る 15歳?)
2. Thank You! Crème Brûlée no Yūjō (サンキュ!クレームブリュレの友情?)
3. Yume Miru Fifteen (instrumental) (夢見る 15歳...?)

DVD de l'édition limitée "A"
1. Yume Miru Fifteen (Dance Shot Ver.) (夢見る 15歳...?)

DVD de l'édition limitée "B"
1. Yume Miru Fifteen (Another Ver.) (夢見る 15歳...?)

Single V (DVD)
1. Yume Miru Fifteen (夢見る 15歳?) (clip vidéo)
2. Yume Miru Fifteen (Close-up Ver.) (夢見る 15歳...?)
3. Making of (メイキング映像?) (making of)

Event V (DVD)
1. Yume Miru Fifteen (Wada Ayaka Close-up Ver.) (... 和田彩花 Close-up Ver.?)
2. Yume Miru Fifteen (Maeda Yūka Close-up Ver.) (... 前田憂佳 Close-up Ver.?)
3. Yume Miru Fifteen (Fukuda Kanon Close-up Ver.) (... 福田花音 Close-up Ver.?)
4. Yume Miru Fifteen (Ogawa Saki Close-up Ver.) (... 小川紗季 Close-up Ver.?)
5. Yume Miru Fifteen (Wada Ayaka Dance Shot Ver.) (... 和田彩花 Dance Shot Ver.?)
6. Yume Miru Fifteen (Maeda Yūka Dance Shot Ver.) (... 前田憂佳 Dance Shot Ver.?)
7. Yume Miru Fifteen (Fukuda Kanon Dance Shot Ver.) (... 福田花音 Dance Shot Ver.?)
8. Yume Miru Fifteen (Ogawa Saki Dance Shot Ver.) (... 小川紗季 Dance Shot Ver.?)